# Чубуков, Георгий Васильевич
Георгий Васильевич Чубуков (20 июня 1927, Добрино — 25 октября 2011, Москва) — советский и российский учёный-правовед, доктор юридических наук, профессор МГУПС, специалист по земельному, аграрному и экологическому праву. Участник Великой Отечественной войны. Заслуженный деятель науки Российской Федерации (2000).

## Биография
Георгий Васильевич Чубуков родился 20 июня 1927 года в деревне Добрино Боровского района Калужской области в крестьянской семье.
С 1941 по 1944 годы — секретарь сельсовета, затем находился на оккупированной территории, после освобождения заведовал деревенской избой-читальней, учился в школе ФЗО в городе Балашиха, затем работал столяром.
24 ноября 1944 года призван в Советскую армию, принимал участие в Великой Отечественной войне. Демобилизован 29 августа 1956 года в звании капитана.
С 1956 по 1960 годы — учёба в Саратовском юридическом институте имени Д. И. Курского. После окончания института приглашён на преподавательскую работу на кафедру трудового, колхозного и земельного права, где проработал с 1950 по 1975 годы.
В 1964 году защитил диссертацию на соискание учёной степени кандидата юридических наук на тему «Правовое регулирование дополнительной оплаты труда в колхозах на современном этапе» под руководством профессора И. В. Павлова.
С 1975 по 1988 годы — старший научный сотрудник Института государства и права АН СССР, где в 1980 году защитил диссертацию на соискание учёной степени доктора юридических наук на тему «Проблемы правового регулирования трудовых отношений членов колхозов».
С 1988 по 1997 годы — профессор кафедры земельного права МГЮА, а с 2005 по 2011 годы — заведующий кафедрой природоресурсного и предпринимательского права МГУПС.
Умер 25 октября 2011 года в Москве.

## Научная деятельность
В сферу научных интересов профессора Чубукова Г. В. входило изучение проблем земельного, аграрного, экологического права. Занимался исследованием трудовых отношений, возникающих у членов колхозов и совхозов, проблемами их правового регулирования. Входил в редакционную коллегию научного журнала «Земельное и аграрное право».
За годы работы им опубликовано более 100 научных трудов, в том числе монографии и учебные пособия. Активно публиковался в ведущих научных журналах, таких как «Советское государство и право», «Правоведение», «Советская юстиция» и других. Его научные труды актуальны и востребованы и в настоящее время, на них активно ссылаются в своих работах современные ученые-правоведы.

## Некоторые публикации

### Монографии, учебные пособия
- Чубуков Г. В. Забота партии и правительства о пенсионном обеспечении колхозников. — Саратов: Приволжское книжное издательство, 1967. — 36 с.
- Чубуков Г. В. Правовое регулирование труда работников сельскохозяйственных предприятий. — М.: Наука, 1980. — 245 с.
- Чубуков Г. В. Правовые вопросы приусадебного хозяйства. — М.: Знание, 1989. — 61 с. — ISBN 5-07-000146-9.
- Чубуков Г. В. Коллективный, семейный, личный и арендный подряд в сельском хозяйстве: правовые аспекты. — М.: Наука, 1993. — 320 с. — ISBN 5-02-012968-2.
- Чубуков Г. В., Погребной А. А. Земельная недвижимость: сделки, правовое регулирование: Учебное пособие. — М.: ИЗП, 1997. — 123 с.
- Духно Н. А., Чубуков Г. В. Экологическое право России: Учебник для юридических вузов. — М.: Издательство МГУПС, 2000. — 340 с. — ISBN 5-89092-106-1.
- Чубуков Г. В. Земельное право России: Учебник. — М.: Экзамен, 2003. — 334 с. — 5000 экз. — ISBN 5-94692-209-2.
- Чубуков Г. В. Природоресурсное право Российской Федерации: учебное пособие. — М.: Издательство МГИУ, 2007. — 266 с. — ISBN 5-276-00980-5.

### Юмористическо-публицистические сборники
- Чубуков Г. В. Юристы с улыбкой. — М., 1995. — 96 с. — ISBN 5-86421-008-0.
- Чубуков Г. В. Улыбающийся правопорядок. — М., 1997. — 357 с. — ISBN 5-89092-043-X.
- Чубуков Г. В. Ироничный правопорядок. — Уфа, 2001. — 215 с. — ISBN 5-8258-0155-3.
- Чубуков Г. В. О порядке правовом (с улыбкой и всерьез): пособие по освоению юридического юмора. — М., 2007. — 350 с. — ISBN 978-5-377-00140-9.

### Статьи
- Чубуков Г. В. Судебная защита прав колхозников на поощрительную оплату труда // Правоведение : научный журнал. — 1968. — № 4. — С. 42—49.
- Чубуков Г. В. Колхозные трудовые правоотношения // Советское государство и право : научный журнал. — 1974. — № 7. — С. 116—120.
- Чубуков Г. В. Коллективный подряд в сельскохозяйственном производстве // Советское государство и право : научный журнал. — 1987. — № 12. — С. 81—87.
- Чубуков Г. В. Земельная недвижимость в системе российского права // Государство и право : научный журнал. — 1995. — № 9. — С. 42—51.
- Чубуков Г. В. Земельная недвижимость как правовая категория // Экологическое право : научный журнал. — 2002. — № 3. — С. 52—53.

## Награды
- Медаль «За боевые заслуги» (1955)
- Медаль «За победу над Германией в Великой Отечественной войне 1941—1945 гг.» (1945)
- Заслуженный деятель науки Российской Федерации (2000)[5]

### Биография
- Чубуков Георгий Васильевич // Правовая наука и юридическая идеология России: энциклопедический словарь биографий / под ред. В. М. Сырых. — М.: Юрист, 2015. — Т. 4. — С. 826. — 942 с. — ISBN 978-5-93916-275-3.
- Хачатуров Р. Л. Чубуков Георгий Васильевич // Юридическая энциклопедия. — Тольятти: Издательство Волжского университета им. В. Н. Татищева. — Т. 15: Ф-Я.
- Духно Н. А., Козырь М. И., Бобылев А. И. К 80-летию со дня рождения Г. В. Чубукова // Аграрное и земельное право : научный журнал. — 2007. — № 6 (30). — С. 149—150. — ISSN 1815-1329.
- Георгий Васильевич Чубуков (1927—2011 гг.) (Некролог) // Государство и право: теория и практика : научный журнал. — 2011. — № 12 (84). — С. 148—150. — ISSN 1815-1337.
- Духно Н. А., Ивакин В. И. К чествованию 90-летия заслуженного деятеля науки РФ, профессора, доктора юридических наук, участника-ветерана Великой Отечественной войны Георгия Васильевича Чубукова // Аграрное и земельное право : научный журнал. — 2017. — № 5 (149). — С. 123—126. — ISSN 1815-1329.

### Критика
- Сторожев Н. В. Чубуков Г. В. Правовое регулирование труда работников сельскохозяйственных предприятий. — М.: Наука, 1980. — 260 с. (Рецензия) // Советское государство и право : научный журнал. — 1981. — № 8. — С. 151—153.